# Mubadala World Tennis Championship 2021
El Mubadala World Tennis Championship 2021 fue un torneo de exhibición no afiliado ATP. Fue la décima tercera edición del Campeonato Mundial de Tenis Mubadala con los mejores jugadores del mundo compitiendo en el evento, celebrado en un formato de eliminación directa. El ganador recibe un premio de $ 250,000. El evento se llevó a cabo en el International Tennis Centre en la Ciudad Deportiva Zayed en Abu Dabi, Emiratos Árabes Unidos.

## Jugadores

### Individuales masculino
| Tenista          | Ranking | Preclasificado |
| Andrey Rublev    | 5       | 1              |
| Rafael Nadal     | 6       | 2              |
| Denis Shapovalov | 14      | 3              |
| Taylor Fritz     | 23      | 4              |
| Daniel Evans     | 25      | 5              |
| Andy Murray      | 134     | 6              |

### Individuales femenino
| Tenista        | Ranking | Preclasificada |
| Emma Raducanu  | 19      | 1              |
| Ons Jabeur     | 10      | 1              |
| Belinda Bencic | 23      | 2              |

## Campeones

### Individual masculino
Andrey Rublev venció a  Andy Murray por 6-4, 7-6(7-2)

### Individual femenino
Ons Jabeur venció a  Belinda Bencic por 4-6, 6-3, [10-8]